# Бомбардировка Сан-Марино
Бомбардировка Сан-Марино — бомбардировка, осуществлённая 26 июня 1944 года военно-воздушными силами Великобритании территории Сан-Марино, несмотря на нейтралитет этого независимого государства во время Второй мировой войны.

## Ход событий
Авиационный налёт и бомбардировка территории Сан-Марино была осуществлена британским командованием без какого-либо официального объявления войны и без предъявления ультиматума независимой нейтральной республике, основываясь лишь на ошибочных данных разведки, что якобы Сан-Марино оккупирован немецкими войсками и используется ими в качестве базы снабжения. На город было сброшено 263 бомбы. В результате бомбардировки было уничтожено железнодорожное полотно, проходившее через территорию республики, и погибло 63 мирных жителя. Позднее британское правительство признало, что авианалёт был неоправданным и ошибочным.

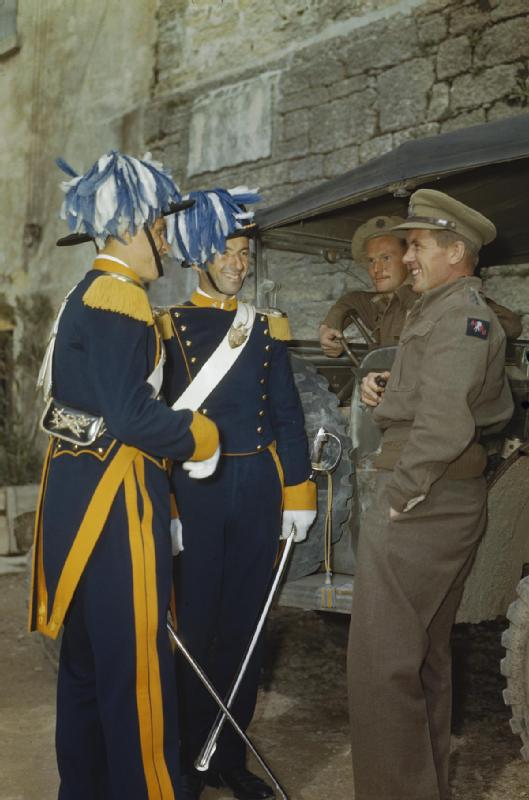
Новые капитаны-регенты Сан-Марино с британскими военными в октябре 1944 г.

## Последующие события
Надежда властей Сан-Марино избежать дальнейшего вовлечения в конфликт была значительно подорвана, когда 27 июля 1944 года немецкое командование письменно уведомило правительство республики, что её суверенитет может быть нарушен по военным соображениям, связанным с необходимостью прохода немецких частей и колонн снабжения через эту территорию. При этом в коммюнике германское командование выразило надежду, что обстоятельства позволят избежать оккупации страны Вермахтом.
В итоге, в начале сентября 1944 года Сан-Марино всё-же был ненадолго оккупирован германской армией, но 20 сентября вооружённые силы Британского содружества (преимущественно подразделения индийских гуркхов), выбили немцев и оккупировали карликовое государство в ходе битвы при Монте-Пулито.

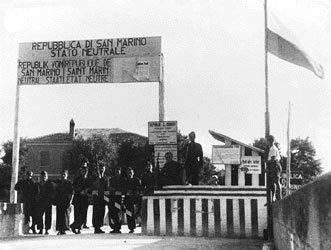
Сан-Марино — нейтральная страна
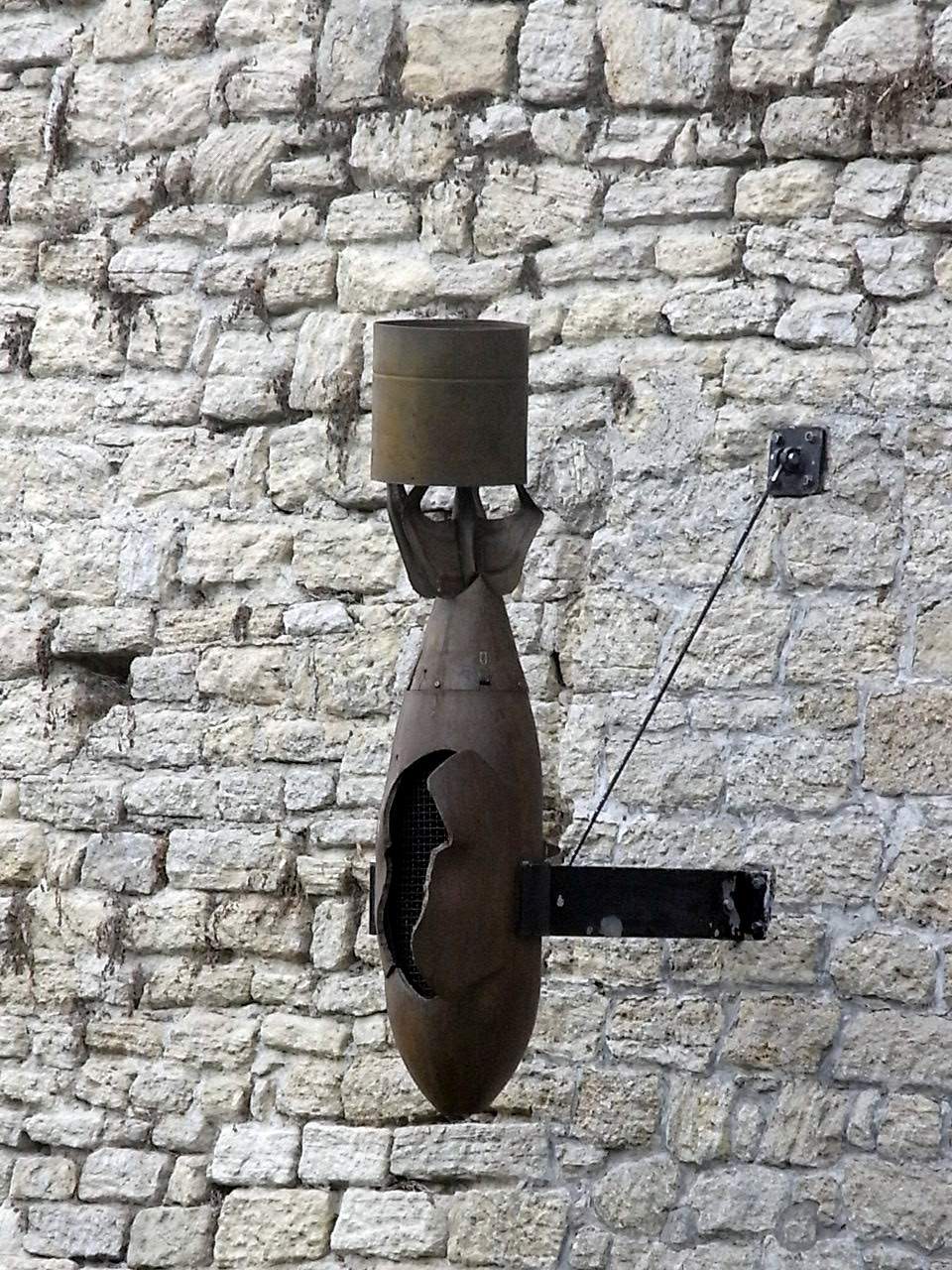
Мемориал памяти жертвам бомбардировки в городе Сан-Марино